# Reuniunea Femeilor Române de la Brașov
Reuniunea Femeilor Române de la Brașov a fost prima organizație de femei din Transilvania fondată în anul 1850, la Brașov, ce a activat în perioada 1850-1918. Dintre societățile feminine din țara noastră, Reuniunea din Brașov este cea mai veche și stă la baza activității de mai târziu a Uniunii Femeilor Române de după 1918, iar pe plan european este una din cele mai prestigioase organizații feminine.

## Context Istoric
Reuniunea a apărut ca o consecință imediată a ecoului revoluției de la 1848, la inițiativa lui Iacob Mureșianu, alături de fruntașii vieții culturale brașovene: Ioan Popazu, George Barițiu, Andrei Mureșianu.
În perioada respectivă, stăpânirea habsburgică nu era de acord cu întemeierea societăților culturale, a manifestațiilor românilor, sau orice altă acțiune politică, tocmai deoarece toate acestea au dus în trecut la propagarea ideilor revoluției și la izbucnirea acesteia în 1848.
Însă, Reuniunea Femeilor de la Brașov a fost întemeiată sub numele de "Reuniunea Femeilor Române pentru ajutorul creșterii fetițelor române mai sărace", pentru a masca intențiile de a desfășura o activitate culturală intensă. Astfel, organizația a adoptat și un aspect filantropic, pentru a nu atrage atenția organelor de justiție, ce ar fi reprezentat un impediment în buna desfășurare și îndeplinire a obiectivelor 
Maria Nicolau este numită prima președintă a acestei societăți feminine. Ea contribuie la crearea acestei instituții, având drept țel, ridicarea femeilor române la cerințele impuse de progresul societății, mobilizându-le la lupta contra asupririi sociale și naționale a populației românești. Aceasta lansează primul apel pentru întemeierea Reuniunii, la 15 decembrie 1849, către femeile brașovene:
"...trebuie să dăm dovezi la lume că bărbații noștri care au făcut atîtea jertfe pentru națiune au de dreapta lor soții demne de mărinimitatea lor. "

## Obiective și organizare
Inițiatoarele Reuniunii urmăreau ca societatea să aibă un caracter național și cultural. Guvernul Transilvaniei a aprobat la 19 martie 1850, întemeierea societății din Brașov. La 24 martie 1850 a avut loc prima adunare constitutivă a societății, la care au luat parte 40 de femei, cele mai alese reprezentante ale populației românești din Brașov. 
Totodată s-a ales și comitetul Reuniunii compus din: Maria Nicolau - președintă, Zoița T. Cucu - secretară, Ana Rudolf Orghidan - casieriță și alte 9 membre. 
Scopul principal al organizației era reprezentat de ajutorul oferit fetelor sărace și orfane. De asemenea, Reuniunea avea obiective precum: înființarea școlilor pentru fete și a orfelinatelor, dar și emanciparea femeii din România în concordanță cu mediul social și cultural din perioada post-iluministă. Reuniunea a reprezentat o organizație cu o puternică orientarea culturală, urmărind dezvoltarea industriei casnice românești, valorificarea creației populare, sădirea în inimile mamelor, a soțiilor și a fiicelor, dragostea față de patrie și idealul național. 

## Perioade de activitate

### Între anii 1850-1855
În primii ani de actiitate, organizația își îndreaptă atenția către a oferi ajutor material (bani, haine, încălțăminte) orfanelor de după Revoluția de la 1848. Totodată, Reuniunea a înființat două instituții școlare - școli de lucru și educație națională - în Brașov și Blaj.
În perioada incipientă a organizației, aceasta a reușit să asigure o activitate culturală intensă, precum manifestările artistice și balurile organizate cu scopul de a obține fondurile necesare și atragerea familiilor românești la petrecerile unde se dezbăteau probleme culturale și sociale.

### Între anii 1856-1912
Deși a fost o perioadă caracterizată de dificultăți birocratice, cauzate de stăpânirea austriacă, Reuniunea a reușit să definitiveze școala din Brașov, să aprobe planuri de învățământ și să susțină alte școli din apropiere, precum Blaj și Sibiu. Reuniunea se ocupa și de ajutorarea familiilor românești carea aveau condiții materiale grele, de antrenarea femeilor în activitatea școlilor și răspândirea ideilor pedagogice în rândul mamelor privind educarea și instruirea tineretului feminin. 
Luând în considerare activitatea extinsă a Reuniunii, mișcarea feministă se răspândește și alte două societăți similare sunt create, în 1866, la Iași - Reuniunea Femeilor Române din Iași - și la Ploiești - Societatea de binefacere a Femeilor Române.

### Între anii 1879-1886
Activitatea s-a canalizat spre crearea unui mare internat de fete și a unui orfelinat la Brașov, susținerea material și morală a celorlalte școli existente și crearea de noi școli.
În anul 1875 se comemorează 25 de ani de la înființarea organizației.
În anul 1876, Reuniunea din Brașov a înființat școala de fete din Cîmpeni, pe care a subvenționat-o mulți ani de zile. Pentru a da școlilor sale o orientare pedagogică corespunzătoare și a urmări conținutul învățământului, Reuniunea organiza periodic inspecții pentru asigurarea calității actului educațional. Planurile de învățământ erau elaborate de către o comisie de profesori și reprezentante ale femeilor din Brașov, acestea fiind adaptate pregătirii practice a fetelor în vederea dezvoltării industriei naționale românești și, totodată, pregătirii lor pentru viață, fiind stabilite și obiecte pentru cultura generală a elevelor.

### După 1900
Ultima perioadă de activitate a Reuniunii Femeilor Române din Brașov surprinde ideea creării unei Uniuni a Femeilor Române, ca o necesitate impusă de dezvoltarea feminismului în România. Acest plan menționa că Uniunea va cuprinde toate societățile din țară. 
Primii pași în crearea Uniunii Femeilor Române au constat în realizarea adunării constitutive a Unirii, în perioada 3-4 iunie 1913 la Brașov, fiind reprezentate toate Reuniunile de femei din Transilvania și Ungaria. Primul Război Mondial și represiunea autorităților a cauzat piedici serioase în desfășurarea activității viitoare.
Uniunea și-a relua activitatea în 1923, prin al III-lea Congres la Arad, urmat de al IV-lea în 1923, la care au participat reprezentante ale societăților feminine din Transilvania, Banat, Crișana și Maramureș. În anul 1924 se ține al V-lea Congres la Baia Mare, iar în anul 1925 Congresul al VI-lea în orașul Timișoara, unde aderă societățile din Muntenia și Moldova ceea ce reprezenta un succes deosebit pentru crearea unei Uniuni a tuturor femeilor române.

## Concluzie
Pentru epoca în carea a activat, Reuniunea Femeilor Române din Brașov a semnificat un prilej de solidaritate a femeilor în Transilvania, ce a contribuit ulterior la evoluția mișcării feministe din țară.
Această organizație a creat un puternic curent de renaștere națională, care a favorizat ridicarea conștiinței femeilor române, atragerea lor la viața politică și socială și manifestarea lor pe frontul luptei de eliberare națională.
Totodată, Reuniunea a reușit să inspire femeilor dragostea față de tradițiile poporului, înțelegerea modului în care ar trebui să decurgă educația fetelor pentru a fi pregătite pentru viață și a transmis ideea de unitate națională. 